# Gabriel Medina
Gabriel Medina (Buenos Aires, 1975) es un director, guionista, asistente de dirección y continuista argentino. 

## Carrera
Estudió en la Universidad del Cine de San Telmo donde fue compañero de Mariano Llinás, Damián Szifron (con quien trabajaría en El fondo del mar) y Jazmín Stuart (coprotagonista de Los paranoicos), y en 1998 se recibió de director de cine. Su primer largometraje como director fue Los paranoicos (2008), donde el actor Daniel Hendler interpreta a su alter ego.
Su segundo largometraje, La araña vampiro, fue proyectado y premiado en el Buenos Aires Festival Internacional de Cine Independiente en 2012. Dos años más tarde se estrenó en el mismo festival el documental Sucesos intervenidos, donde Medina participó dirigiendo uno de los 25 cortometrajes que componen el filme. Su siguiente largometraje como director será el documental El limón sobrevive a la tristeza, que mediante entrevistas cuenta las historias de los personajes relacionados con la industria del limón.

## Filmografía
Director
- Brisa fresca en el infierno (cortometraje, 1995) - también escritor
- Javo no murió (cortometraje, 1997)
- Plaza Lavalle (documental corto, 1997/99)
- Pasión (documental basado en el cantante Rodrigo, 2000)
- Misterios Urbanos (serie de 26 documentales, 2004)
- Algo habrán hecho (serie de documentales, 2008)
- Los paranoicos (2008) - también escritor
- La araña vampiro (2012) - también escritor
- Sucesos intervenidos (2014)
- Bs. As. bajo el cielo de Orión (miniserie, 2015)
- No tengas miedo (cortometraje, 2018)[6]
- Envidiosa (serie, 2024)

Asistente de dirección
- Merengue (cortometraje, 1995)
- El bonaerense (2002)
- El fondo del mar (2003) - segundo asistente
- Historias breves IV: Más que el mundo (cortometraje, 2004)
- Fase 7 (2010)
- La tercera orilla (2014)

Continuista
- Los guantes mágicos (2003)
- No sos vos, soy yo (2004)
- Igualita a mí (2010)
- La tercera orilla (2014)

Guionista
- La tercera orilla (2014)[7]
- Román (2018)[8]

Actor
- Los áridos (cortometraje, 2019)[9]
- Las buenas intenciones (2019)[10]